# Flemington (Virginie-Occidentale)
Pour les articles homonymes, voir Flemington.
Flemington est une ville américaine située dans le comté de Taylor en Virginie-Occidentale.
Selon le recensement de 2010, Flemington compte 312 habitants. La municipalité s'étend sur 0,30 milles carrés (0,78 km2).
La ville, fondée en 1860, doit son nom à James Fleming, l'un de ses premiers habitants originaire du New Hampshire,. Elle devient une municipalité en 1922.